# Ho baciato una stella
Ho baciato una stella (Hollywood Canteen) è un film del 1944 scritto e diretto da Delmer Daves.

## Trama
La Hollywood Canteen era un club realmente esistente a Hollywood durante la Seconda guerra mondiale, fondato per iniziativa di Bette Davis e John Garfield, e gratuitamente frequentato dai soldati in licenza dal fronte. In esso si potevano incontrare numerose "stelle" del cinema, ascoltare musica e assistere a spettacoli di varietà.
L'esile trama del film, una giornata trascorsa nel locale da due militari in licenza, è un pretesto per mostrare molti volti noti del cinema e rappresentare spettacoli comici e musicali.

## Produzione
Le riprese del film durarono dal 5 giugno al 31 agosto 1944.

## Distribuzione
Il copyright del film, richiesto dalla Warner Bros. Pictures, Inc., fu registrato il 6 gennaio 1945 con il numero LP13034.